# اومائو (هاوایی)
اومائو (به انگلیسی: Omao) یک منطقهٔ مسکونی در ایالات متحده آمریکا است که در شهرستان کائوآئی، هاوایی واقع شده‌است. اومائو ۳٫۲ کیلومتر مربع مساحت و ۱٬۳۰۱ نفر جمعیت دارد و ۱۷۹ متر بالاتر از سطح دریا واقع شده‌است.